# Dịch vụ giao hàng của phù thủy Kiki (phim 1989)
Dịch vụ giao hàng của phù thủy Kiki (Nhật: 魔女の宅急便 Hepburn: Majo no Takkyūbin, dịch thô: Dịch vụ giao hàng của phù thủy) là một phim điện ảnh hoạt hình kỳ ảo của Nhật Bản, do Studio Ghibli thực hiện với kịch bản, sản xuất và đạo diễn bởi Miyazaki Hayao.  Truyện phim xoay quanh một nữ phù thủy nhỏ tuổi tên là Kiki. Cô bé chuyển đến sống ở một thành phố mới và sử dụng năng lực bay trên không của mình để kiếm sống. Theo Miyazaki, bộ phim đặc biệt miêu tả hố sâu ngăn cách giữa tính tự lập và sự phụ thuộc của các cô bé tuổi mới lớn ở Nhật Bản.
Dịch vụ giao hàng của phù thủy Kiki công chiếu lần đầu tại Nhật Bản vào ngày 29 tháng 7 năm 1989 và đã đoạt giải Animage Anime Grand Prix. Đây là phim có doanh thu phòng vé cao nhất năm 1989 của Nhật Bản với hơn 2 triệu khán giả. Phim cũng đánh dấu sự khởi đầu của 15 năm hợp tác phân phối giữa Studio Ghibli và Công ty Walt Disney; Walt Disney Pictures sau đó lồng tiếng Anh cho phim vào năm 1997 và công chiếu tại Hoa Kỳ trong Liên hoan phim quốc tế Seattle vào ngày 23 tháng 5 năm 1998. Tác phẩm được phát hành băng đĩa tại gia tại Mỹ và Trung Quốc vào ngày 1 tháng 9 năm 1998.

## Cốt truyện
Kiki là một phù thủy trẻ vừa tổ chức sinh nhật lần thứ mười ba. Đó là một ngày quan trọng trong gia đình cô: theo truyền thống ở độ tuổi này, các phù thủy phải rời xa cha mẹ và định cư một năm ở một thành phố mới để hoàn thiện việc học của mình. Kiki lắng nghe bản tin thời tiết trên đài phát thanh thông báo thời tiết , vì vậy, cô quyết định mình sẽ rời đi vào buổi tối cùng ngày. Mặc dù mẹ cô hơi lo lắng, nhưng cô không cố gắng trì hoãn việc khởi hành. Bà đưa cho con gái chiếc váy đen truyền thống của phù thủy mà Kiki thấy quá buồn tẻ so với sở thích của cô, trong khi cha cô đang gọi những người hàng xóm đến dự lễ chia tay. Chia tay bạn bè và chộp lấy chiếc radio màu đỏ của cha, Kiki cùng với chú mèo Zizi ngồi trên cây chổi của mẹ, va vào cành cây khi cất cánh, bắt đầu một hành trình dài.
Cô sớm gặp một phù thủy trẻ, lớn tuổi và hơi kiêu kỳ, tiết lộ với cô rằng cô ấy chuyên về chiêm tinh học. Kiki thắc mắc về chuyên môn của mình khi cô bị bất ngờ bởi một cơn giông dữ dội buộc cô phải trú ẩn trong một chiếc xe chở gia súc. Vào buổi sáng sớm, cô trở nên ngạc nhiên khi nhìn thấy đại dương, gần đó là nơi cô mơ ước được định cư. Ngay sau khi đến nơi, Kiki vô tình gây náo loạn trên đường, suýt đâm phải ô tô. Vì vi phạm, bảo vệ địa phương cố gắng liên lạc với bố mẹ cô, nhưng một cậu bé tên Tombo đã cố tình đánh lạc hướng an để Kiki trốn thoát. Cô nhanh chóng đặt ra câu hỏi là mình nên ở đâu: ở tuổi mười ba và không có nhiều tiền, cô không thể thuê phòng khách sạn. Dựa lưng một mình vào bức tường thấp, chú mèo Jiji của cô nghĩ đến việc tìm kiếm một thành phố thân thiện hơn. Cả hai đều bị gián đoạn bởi một người phụ nữ mang thai lao ra khỏi tiệm bánh của mình vì một khách hàng đã quên núm vú giả của con cô ấy. Trở lại tiệm bánh, bà của tiệm Osono hiểu rằng cô gái trẻ không có chỗ ngủ nên đã cho cô ở nhờ qua đêm trong một căn phòng thuộc tầng một của một nhà kho.
Vào buổi sáng sớm, Kiki nói với Osono về ý tưởng kiếm sống của cô ấy: tạo nên một dịch vụ giao hàng nhanh bởi tài năng tốt nhất của cô ấy là ăn trộm. Người thợ làm bánh rất vui mừng đề nghị cô ở lại phòng miễn phí để đổi lấy sự giúp đỡ của cô với tiệm bánh. Kiki sau đó lo dọn dẹp và sắp xếp phòng, đồng thời đi mua sắm. Trên đường đi, cô gặp Tombo — người đang cố gắng bắt chuyện một lần nữa nhưng không thành công. Đến tiệm bánh, Kiki nhận thông báo cô có khách hàng đầu tiên, một người thường xuyên muốn giao quà sinh nhật. Trong lúc giao hàng, Kiki vô tình làm rơi món quà là một con thú nhồi bông xuống một khu rừng và quyết định thay bằng Jiji vì chú mèo trông rất giống thú nhồi bông. Cô gặp Ursula —  một họa sĩ trẻ, sống một mình trong căn nhà gỗ. Cô đề nghị thỏa thuận trả lại con thú nhồi bông mà cô ấy tìm thấy, đổi lại phù thủy phải dọn dẹp cabin. Kiki hứa sẽ quay lại gặp ấy và làm người mẫu cho bức tranh của cô.
Một buổi sáng mùa hè, Kiki cảm thấy buồn chán ở tiệm bánh và lo lắng về khoản thu ít ỏi từ dịch vụ giao hàng của mình. Tombo sau đó xuất hiện và bất chấp sự lạnh lùng của Kiki, mời cô đến một bữa tiệc, thông báo rằng anh sẽ đợi cô vào lúc 6 giờ tối. Kiki, do dự và lo lắng về chiếc váy đen quá buồn tẻ của mình, đồng thời nói về điều đó với Osono, bà đã hết sức khuyến khích cô đi dự tiệc nhằm kết bạn. Cô phù thủy trẻ không có thời gian để nán lại vì cô có hai khách hàng cần phục vụ. Người thứ hai là một bà già (trong phim được gọi đơn giản là "Bà"), đã hẹn gặp trong một dinh thự rộng lớn. Bà muốn giao chiếc bánh yêu thích của mình cho cháu gái, nhưng lò nướng điện của bà không còn hoạt động, vì vậy, bà không thể nấu nó. Kiki đề nghị Madame nướng chiếc bánh mới trong một chiếc lò nướng bánh mì cũ sau khi cô biết cách làm cho nó hoạt động. Cô gái trẻ giao chiếc bánh kịp thời gian, tuy nhiên, cháu gái của bà cụ không tỏ ra thích thú lắm với món quà. Bị ướt mưa, mệt mỏi và đến muộn, Kiki quyết định không đến gặp Tombo và chán nản đi ngủ. Tombo —  người đã đợi rất lâu trong đêm, bỏ đi một mình.
Vào một buổi sáng muộn, Osono yêu cầu cô giao hàng cho gia đình Kopori. Kiki ngạc nhiên nhận ra rằng đó là họ của Tombo. Sau khi găpj mặt, anh mời cô đi xem một chiếc khinh khí cầu hùng vĩ đóng trên bãi biển. Kiki chấp nhận và leo lên phía sau Tombo trên chiếc xe đạp được trang bị một cánh quạt kỳ dị. Sau một sự cố gây ra sự vui nhộn của hai thiếu niên, họ đến bãi biển nơi họ có thể thảo luận. Những người bạn của Tombo đến và mời họ đến thăm phi thuyền, tuy nhiên, Kiki lại đột nhiên xa cách, từ chối lời đề nghị và trở về một mình mà không nói một lời. Cô xin lỗi Jiji vì đã quá thô lỗ, nhưng đột nhiên nhận ra rằng cô không thể nói chuyện với con mèo của mình nữa. Hoảng sợ, cô đi ra ngoài vào ban đêm và phát hiện ra rằng mình đã mất khả năng bay. Cô thậm chí còn vô tình làm gãy cây chổi cũ của gia đình mình.
Ngày hôm sau, lo lắng về việc mất sức mạnh, cô gặp Ursula: người nhanh chóng nhận thấy sự bối rối của Kiki, mời cô đến ở trong căn nhà gỗ trong rừng của mình. Kiki phát hiện ra một bức tranh tráng lệ ở đó; Ursula giải thích với cô để hoàn thành bức tranh, cô cần Kiki làm người mẫu, vì cô là nguồn cảm hứng của cô ấy. Trong đêm, Ursula kể lại sự lựa chọn trở thành họa sĩ, những do dự và lang thang của cô khi còn là một cô gái trẻ.
Trở lại thị trấn, cô phù thủy trẻ đến gặp Madame, ba giao cho cô vận chuyển một món hàng. Ở đó, trên hình ảnh của chiếc tivi cũ, một chương trình phát sóng trực tiếp hình ảnh chiếc khinh khí cầu vĩ đại. Mặc dù vậy, một cơn gió mạnh đã tạo ra sự hoảng loạn, giải phóng chiếc khinh khí cầu bay lên và mang theo Tombo treo trên một sợi dây. Kiki chạy đến đó để giúp bạn mình. Cô mượn một cây chổi cũ từ một người dọn dẹp và tập trung, dần dần lấy lại được khả năng bay của mình. Mặc dù vẫn còn vụng về trong chuyến bay nhưng cô đã cứu được Tombo trước sự cổ vũ của đám đông. Cảnh cuối cho thấy cha mẹ của Kiki đang đọc một bức thư của con gái họ, trong đó cô giải thích rằng cô yêu cuộc sống mới và tin tưởng vào tương lai.
Trong cảnh hậu danh đề, Tombo và những người bạn của anh đã chế tạo nên một máy bay chạy bằng sức người. Kiki bay trên cây chổi của mình và anh đi cùng cô ấy trên chiếc máy bay do chính anh ấy chế tạo dưới ánh mắt nhiệt tình của bạn bè, trong khi Jij, kết hôn với một con mèo, đồng thời sinh ra mèo con. Đứng bên cửa sổ nơi Kiki từng đau buồn vì chiếc váy không hấp dẫn của mình, cô để ý thấy một cô bé đang bắt chước cô mặc quần áo.

## Diễn viên lồng tiếng

Một cảnh phim Osono và Kiki làm khách hàng tại Tiệm bánh Gütiokipänjä. Tên tiệm bánh là một phép chơi chữ của từ panya (tiếng Nhật là bánh, nghĩa đen là hiệu bánh) và Guchokipa – cái tên thay thế cho jankenpon hoặc Rock, Paper, Scissors.

| Tên nhân vật | Lồng tiếng       | Ghi chú                                                                    |
| ------------ | ---------------- | -------------------------------------------------------------------------- |
| Kiki         | Takayama Minami  | Nữ phù thủy tập sự 13 tuổi; và Ursula, nữ họa sĩ trẻ tuổi sống trong rừng. |
| Jiji         | Sakuma Rei       | Chú mèo mun cộng sự của Kiki và có thể nói chuyện với cô bé.               |
| Tombo Kopoli | Yamaguchi Kappei | Một cậu bé đam mê hàng không.                                              |
| Osono        | Toda Keiko       | Cô chủ tiệm bánh mì Gütiokipänjä.                                          |
| Fukuo        | Yamadera Kōichi  | Ông chủ tiệm bánh mì Gütiokipänjä, chồng của Osono.                        |
| Kokiri       | Nobusawa Mieko   | Mẹ của Kiki, một phù thủy pha chế thuốc                                    |
| Okino        | Miura Kōichi     | Cha của Kiki                                                               |
| Maki         | Inoue Kikuko     | Khách hàng đầu tiên của Kiki, một nhà thiết kế thời trang xinh đẹp         |
| Madame       | Kato Haruko      | Một trong những khách hàng của Kiki.                                       |
| Barsa        | Seki Hiroko      | Người giúp việc của Madame.                                                |
| Không tên    | Kobayashi Yūko   | Cô bé phù thủy mà Kiki tình cờ gặp trước khi đến Koriko                    |

## Sản xuất

Hình minh họa Kiki và Jiji bởi Hayashi Akiko từ cuốn Majo no Takkyūbin. Trong phim, tóc của Kiki bị cắt ngắn để để làm khối lượng công việc của các họa sĩ diễn hoạt trở nên thuận lợi hơn.

### Quá trình thực hiện
Tháng 12 năm 1985, Group Fudosha xúc tiến một dự án anime điện ảnh chuyển thể từ tiểu thuyết thiếu nhi Dịch vụ giao hàng của phù thủy Kiki (魔女の宅急便 Majo no Takkyūbin) của Kadono Eiko. Bởi vì từ takkyūbin (宅急便, "chuyển phát nhanh") trong tên gốc tiếng Nhật của tác phẩm đã được đăng ký thương hiệu từ trước bởi công ty Yamato Un'yu, họ được mời làm nhà tài trợ của dự án. Thoạt tiên Yamato Un'yu tỏ ra miễn cưỡng vì Kadono đã dùng từ này trong tác phẩm của bà mà không xin phép công ty, nhưng tình cờ nhân vật mèo mun trong truyện cũng là biểu trưng của Yamato Un'yu, công ty trở nên sốt sắng hơn và vui vẻ nhận lời.
Mùa xuân năm 1987, Group Fudosha và Yamato Un'yu thông qua Dentsu đã tìm đến Tokuma Shoten, vốn có quan hệ mật thiết với Studio Ghibli. Group Fudosha mong muốn Studio Ghibli sẽ chuyển thể tiểu thuyết của Kadono, do Miyazaki Hayao hoặc Takahata Isao của hãng phim đạo diễn. Tuy nhiên, lúc bấy giờ cả hai người đều bận rộn với các dự án phim Hàng xóm của tôi là Totoro và Mộ đom đóm. Miyazaki đồng ý làm nhà sản xuất phim vì ông nhận thấy cô bé Kiki có nhiều điểm tương đồng với các nữ chính của Studio Ghibli, trong khi hãng vẫn tìm kiếm ứng viên cho chiếc ghế đạo diễn. Khi Totoro đang tiến những bước cuối cùng, Studio Ghibli bắt đầu chuyển các nhân viên chủ chốt của họ sang làm việc trong dự án Dịch vụ giao hàng của phù thủy Kiki. Kondo Katsuya, người cùng làm việc với Miyazaki trong Totoro, được giao trọng trách thiết kế nhân vật. Ōno Hiroshi được thuê làm chỉ đạo nghệ thuật theo gợi ý của Oga Kazuo. Các nhạc phẩm trong phim sáng tác bởi Hisaishi Joe, người đã soạn nhạc cho tất cả các dự án trước đây của Miyazaki, trong khi ghế chỉ đạo âm nhạc được giao cho Takahata vì lịch làm việc của Miyazaki đã dày đặc.
Sau nhiều nỗ lực tìm kiếm, cuối cùng Miyazaki chọn Katabuchi Sunao làm đạo diễn. Katabuchi từng làm việc cùng Miyazaki trong Meitantei Holmes; nếu mọi việc suôn sẻ, Kiki sẽ là dự án phim đầu tay của Katabuchi trong vai trò đạo diễn. Ban đầu kịch bản phim được giao cho Isshiki Nobuyuki, nhưng Miyazaki đã không hài lòng ngay từ bản thảo đầu vì thấy nó quá khô và khác biệt so với góc nhìn của ông về tác phẩm, và thế là ông tự mình đảm nhận vai trò biên kịch sau khi Totoro hoàn tất. Lúc này Kondō Yoshifumi gia nhập dự án và phụ trách kịch bản phân cảnh, nhưng sau đó chuyển sang làm chỉ đạo hoạt họa. Quá trình sản xuất càng kéo dài, các họa sĩ càng đối mặt với nhiều gánh nặng, nhất là ở nửa sau khi phần hậu cảnh với đám đông quần chúng được lên hình liên tục. Bộ phim hoàn toàn được làm bằng công nghệ hoạt hình vẽ tay truyền thống trên cel, với phần kỹ xảo hoạt họa dựng theo chuyển động máy quay. Các nhân vật được vẽ trên 462 tấm cel có màu sắc khác nhau theo thiết kế của Yasuda Michiyo, giúp cho động tác của họ trở nên uyển chuyển và sống động, với khoảng 25 màu được sử dụng lần đầu tiên.

Kiki và Jiji (ngồi đằng sau lưng Kiki) bay cao ngang với tháp đồng hồ tại Koriko ngay sau khi đến đây. Theo Helen McCarthy, thành phố "sôi nổi" lấy cảm hứng từ Stockholm đem lại cảm giác an toàn cũng như độc lập.

Bởi vì tiểu thuyết lấy bối cảnh ở một quốc gia hư cấu phía bắc châu Âu, Miyazaki và các cộng sự đã đi thực địa thắng cảnh và những chi tiết khác phù hợp với thiết lập của tác phẩm. Đoàn làm phim đã đến Stockholm và thị trấn Visby trên đảo Gotland của Thụy Điển, và Adelaide của Úc; họ chụp lại 24 khung hình và quay 80 cuộn phim tại những nơi này rồi dùng chúng làm tư liệu cảnh quan dựng nên thành phố Koriko trong phim. Để hỗ trợ ý tưởng về kiến trúc của thành phố, Miyazaki đã đích thân đến Ireland vào tháng 5 năm 1988; cảnh quan ở San Francisco, Lisbon, Paris, Napoli và thậm chí là Tokyo cũng được sử dụng đan xen. Vì lẽ đó, Koriko xét theo phương diện nhất định có nét tương đồng với các đô thị ven bờ Địa Trung Hải, nhưng mặt khác lại hao hao giống vùng Biển Baltic, và như được "lý tưởng hóa." Helen McCarthy nhận xét thành phố phỏng theo Stockholm nhộn nhịp trong phim mang lại cảm giác an toàn và độc lập. Miyazaki nói rằng phim lấy bối cảnh trong một thế giới khác, vào những năm 1960 và cuộc Chiến tranh thế giới thứ hai chưa bao giờ xảy ra.
Sau khi trở về Nhật Bản, đoàn làm phim bắt tay vào phác thảo cảnh vật và thiết kế nhân vật. Miyazaki đã thay đổi đáng kể cốt truyện, tạo ra những ý tưởng mới và sửa lại những cái sẵn có. Nguyên tác Dịch vụ giao hàng của phù thủy Kiki khác xa so với bộ phim của Miyazaki. Tiểu thuyết thiếu nhi của Kadono được chia thành nhiều chương dành riêng cho những câu chuyện nhỏ về rất nhiều người mà Kiki được gặp cũng như những vấn đề khác nhau mà cô bé phải đối mặt khi giao hàng. Kiki vượt qua mọi thử thách nhờ vào "trái tim nhân hậu" của mình và ngày càng kết được nhiều bạn hơn. Cô bé không gặp phải bất cứ tổn thương hay biến cố dữ dội nào. Nhiều tình tiết kịch tích trong phim, như việc Kiki bị mất quyền năng hay vụ tai nạn khí cầu, không hề có trong tiểu thuyết. Nhằm khắc họa rõ nét hơn sự chật vật của Kiki trong quá trình trưởng thành và trở nên tự lập, vốn là chủ đề của phim, Miyazaki định buộc cô bé phải đối mặt với nhiều thử thách cam go hơn và nếm trải cảm giác cô đơn thật sự. Một trong những thử thách đó là Kiki đột nhiên không thể bay nữa. Chi tiết này trong tiểu thuyết là cây chổi của Kiki bị gãy và cô bé chỉ cần sửa nó là được. Miyazaki nhấn mạnh: "Vì phim luôn tạo ra cảm giác chân thực hơn, Kiki sẽ gặp thất bại nặng nề và cô độc hơn nhiều so với nguyên tác." Kadono vô cùng bất bình trước sự khác biệt này, đến mức dự án có nguy cơ đình trệ từ khâu kịch bản. Miyazaki và Suzuki Toshio, nhà sản xuất của Studio Ghibli, đã đến nhà nữ tác giả và mời bà tham quan xưởng phim. Sau đó Kadono đã đồng ý để dự án đi tiếp.
Miyazaki viết xong kịch bản sơ thảo vào tháng 6 năm 1988 và giới thiệu nó vào tháng 7 cùng năm. Lúc này ông quyết định đảm trách chiếc ghế đạo diễn chính của phim vì đã can thiệp sâu vào quá trình thực hiện, còn Katabuchi trở thành trợ lý đạo diễn theo yêu cầu của nhà tài trợ. Dịch vụ giao hàng của phù thủy Kiki vốn được hoạch định là một bộ phim đặc biệt dài 60 phút, nhưng đã trở thành tác phẩm điện ảnh thật thụ dài 102 phút sau khi Miyazaki hoàn thành kịch bản phân cảnh và truyện phim mới. Bức họa mà Ursula cho Kiki xem trong lần thứ hai đến nhà mình được Miyazaki và Oga Kazuo sao lại từ tác phẩm sơn dầu của các học sinh trường khuyết tật ở Hachinohe, có nhan đề Niji no Ue o Tobu Fune (虹の上をとぶ船 tạm dịch: Con tàu bay qua cầu vồng). Hayashi Akiko, họa sĩ minh họa tiểu thuyết nguyên tác, là người thực hiện biểu trưng xuất hiện trên màn hình tựa đề đầu phim. Áp phích chính thức đầu tiên miêu tả cảnh Kiki đang tươi cười bay trên cây chổi của mình qua thành phố Koriko với đàn hải âu chao liệng xung quanh, nhưng Suzuki Toshio đã yêu cầu đổi sang áp phích mới với Kiki đang ngồi trông quầy bánh mì một cách buồn bã, nhằm tạo ấn tượng rõ nét hơn về cảm xúc thất thường của tuổi dậy thì.

### Chủ đề và phân tích
—Miyazaki Hayao
Nhiều khía cạnh về hành vi và ngoại hình của Kiki đã trở thành trung tâm của các bài thảo luận. Một chủ đề quan trọng là quá trình trưởng thành của cô bé. Sống trong sự yêu thương của cha mẹ cũng là những người ủng hộ con cái tự lập, Kiki phải đối mặt với những vấn đề thường thấy ở thanh thiếu niên như mưu cầu việc làm, muốn được người khác chấp nhận và tự chăm sóc bản thân. Sự nhạy cảm và mong manh của cô bé được thể hiện rõ nét trong phim. Tình tiết vào đêm đầu tiên Kiki ngủ xa nhà tại tiệm bánh mì: Buổi sáng thức dậy, cô bé mặc nguyên bộ đồ ngủ lao thẳng xuống buồng vệ sinh dưới sân và hoảng hốt nấp sau cánh cửa khi ông chủ tiệm bánh Fukuo thình lình xuất hiện. Sau khi Fukuo giãn cơ xong và đi khỏi, Kiki bổ nhào về phòng mình, vội vã đóng cửa lại và thở phào nhẹ nhõm. Nhà phê bình Mark Schilling nhận xét: "Cảnh này hoàn toàn không ăn nhập gì đến cốt truyện và mức độ gây cười cũng rất thấp... nhưng... nó đã thầm — một cách hùng hồn — biểu lộ sự non nớt, dễ bị tổn thương và cô lập của Kiki." Một chủ đề khác là sự chuyển dịch từ truyền thống sang hiện đại; ở Kiki có sự cân bằng của cả hai yếu tố này. Chẳng hạn như, Kiki vẫn theo truyền thống mặc váy thụng màu đen của phù thủy, nhưng lại cài lên tóc một chiếc nơ màu đỏ thắm. Kiki cũng sử dụng các phương thức truyền thống khác, như nướng bánh bằng lò củi và dùng chổi cũ của mẹ. Nhiều hơn một lần cô bé tỏ ra ngưỡng mộ phong cách ăn mặc của những bạn đồng trang lứa và mốt thời trang tân thời.
Việc Kiki mất khả năng bay cũng là một chủ đề thảo luận. Đây được xem như biến cố tồi tệ nhất Kiki gặp phải trong bộ phim. Nó phản ánh hệ quả liên đới của sự đánh mất lòng tin vào bản thân nơi cô bé. Tuy nhiên, sự cố này giúp Kiki nhận ra yếu đuối không phải lúc nào cũng dẫn đến thất bại. Về cơ bản, trải nghiệm này chứng minh rằng sự mong manh, nhạy cảm ấy có thể giúp một người học được những bài học đắt giá và hiểu hơn về chính mình. Kiki hoàn toàn không phải đối đầu với bất cứ ngoại thù nào trong phim, dù một số người nói vụ tai nạn khí cầu chính là ví dụ. Ngoài ra Kiki còn mất khả năng nói chuyện với chú mèo Jiji. Miyazaki nói Jiji là "mặt trẻ con" của Kiki, và việc ông khiến cho Kiki không thể nói chuyện được với Jiji kể cả khi cô bé đã lấy lại khả năng bay nhằm cho thấy Kiki đã trưởng thành và không còn cần đến "bản thể kia" của mình nữa. Miyazaki nhấn mạnh: "Điều quan trọng nhất với Kiki là [...] liệu cô bé có thể tự mình giao tiếp với nhiều người không. Chừng nào còn bay trên cán chổi với chú mèo của mình, cô bé vẫn tự do. Nhưng để sống trong một đô thị, để bắt đầu rèn luyện, nghĩa là Kiki phải có khả năng tự mình đi lại trong thành phố và giao thiệp với mọi người mà không cần cây chổi hay chú mèo."
Xoay quanh hình tượng phù thủy của Kiki, một số người đã mang quan điểm của người xưa và thời nay về phù thủy và ma thuật ra so sánh. Bộ phim sử dụng một số quy ước trong các câu chuyện cổ tích như cộng sự mèo đen, việc Kiki dùng chổi để bay và chiếc váy đen. Dẫu truyền hình Nhật Bản không thiếu những cô gái sở hữu ma pháp, song Miyazaki nhấn mạnh "phép thuật luôn chỉ được xem như công cụ hiện thực hóa ước mơ của những cô gái trẻ. Họ trở thành thần tượng không chút khó khăn." Ngược lại Kiki không thể sử dụng quyền năng của mình làm công cụ thực hiện ước mơ được. Kiki còn được so sánh với các nhân vật khác của Miyazaki. Mặc dù có sự khác biệt rõ nét trong tính cách và động thái giữa Kiki và San trong Mononoke Hime, cả hai nhân vật này đều làm chủ cuộc đời mình. Chủ đề tự lập cũng được truyền tải trong các bộ phim trước đó của Miyazaki, ví như công chúa Nausicaä trong Kaze no Tani no Nausicaä. Kiki còn được so sánh với Chihiro trong Sen và Chihiro ở thế giới thần bí ở điểm: họ đều là những cô gái trẻ mong muốn sống tự lập mà không tỏ ra chống đối. Chihiro tự lập hơn nhờ bạn bè và cha mẹ, cũng giống như Kiki rời khỏi quê nhà với sự chúc phúc của Okino và Kokiri.

### Âm nhạc
Phim có hai ca khúc chủ đề, một mở đầu và một kết thúc. Bài mở đầu có tên Ryuuju no Dengon (ルージュの伝言), bài kết có tên Yasashisa ni Tsutsumareta nara (やさしさに包まれたなら) cả hai đều do nữ ca sĩ Arai Yumi trình bày. Hai bài hát đã phát hành trong album chứa các bản nhạc dùng trong phim ngày 25 tháng 8 năm 1989. Album chứa các bài hát do các nhân vật trình bày đã phát hành vào ngày 10 tháng 4 năm 1989. Trong khi đó, một album khác chứa các bài hát do các nhân vật trình bày ra mắt vào ngày 25 tháng 11 năm 1989, đây là phiên bản chỉ chứa các bản nhạc nền của các bài hát dùng để hát karaoke đã phát hành vào ngày 25 tháng 6 năm 1990. Ngoài ra, album chứa các bài hát trình bày dưới dạng Hi-tech được bày bán vào ngày 21 tháng 12 năm 1989. Đĩa đơn chứa bài hát do nhân vật trình bày đã phát hành vào ngày 25 tháng 6 năm 1990.
| Majo no Takkyuubin Image Album (魔女の宅急便 イメージアルバム) | Majo no Takkyuubin Image Album (魔女の宅急便 イメージアルバム) | Majo no Takkyuubin Image Album (魔女の宅急便 イメージアルバム) |
| STT                                                            | Nhan đề                                                        | Thời lượng                                                     |
| -------------------------------------------------------------- | -------------------------------------------------------------- | -------------------------------------------------------------- |
| 1.                                                             | "Kaasan no Houki (かあさんのホウキ)"                           | 4:29                                                           |
| 2.                                                             | "Nanpa Doori (ナンパ通り)"                                     | 3:17                                                           |
| 3.                                                             | "Machi no Yoru (町の夜)"                                       | 3:56                                                           |
| 4.                                                             | "Genki ni Naresou (元気になれそう)"                            | 2:42                                                           |
| 5.                                                             | "Nagisa no Deito (渚のデート)"                                 | 2:59                                                           |
| 6.                                                             | "Kaze no Oka (風の丘)"                                         | 3:33                                                           |
| 7.                                                             | "Tombo-san (トンボさん)"                                       | 2:38                                                           |
| 8.                                                             | "Lilly to Jiji (リリーとジジ)"                                 | 2:46                                                           |
| 9.                                                             | "Sekai-tte Hiroi ha (世界って広いわ)"                          | 3:35                                                           |
| 10.                                                            | "Pan'ya-san no Mado (パン屋さんの窓)"                          | 5:12                                                           |
| 11.                                                            | "Toppuu (突風)"                                                | 4:14                                                           |
| 12.                                                            | "Komorebi no Roji (木洩れ陽の路地)"                            | 4:05                                                           |
| Tổng thời lượng:                                               | Tổng thời lượng:                                               | 43:47                                                          |

| Majo no Takkyuubin Soundtrack Ongakushuu (魔女の宅急便 サントラ音楽集) | Majo no Takkyuubin Soundtrack Ongakushuu (魔女の宅急便 サントラ音楽集) | Majo no Takkyuubin Soundtrack Ongakushuu (魔女の宅急便 サントラ音楽集) |
| STT                                                                    | Nhan đề                                                                | Thời lượng                                                             |
| ---------------------------------------------------------------------- | ---------------------------------------------------------------------- | ---------------------------------------------------------------------- |
| 1.                                                                     | "Hareta Hi ni... (晴れた日に...)"                                      | 2:16                                                                   |
| 2.                                                                     | "Tabidachi (旅立ち)"                                                   | 2:53                                                                   |
| 3.                                                                     | "Umi no Mieru Machi (海の見える街)"                                    | 3:00                                                                   |
| 4.                                                                     | "Sota Tobu Takkyuubin (空とぶ宅急便)"                                  | 2:09                                                                   |
| 5.                                                                     | "Pan-ya no Tetsudai (パン屋の手伝い)"                                  | 1:04                                                                   |
| 6.                                                                     | "Shigoto Hajime (仕事はじめ)"                                          | 2:15                                                                   |
| 7.                                                                     | "Migawari Jiji (身代りジジ)"                                           | 2:46                                                                   |
| 8.                                                                     | "Jeff (ジェフ)"                                                        | 2:30                                                                   |
| 9.                                                                     | "Ooisogashi no Kiki (大忙しのキキ)"                                    | 1:17                                                                   |
| 10.                                                                    | "Party ni Maniawanai (パーティに間に合わない)"                         | 1:07                                                                   |
| 11.                                                                    | "Osono-san no Tanomigoto... (オソノさんのたのみ事...)"                 | 3:01                                                                   |
| 12.                                                                    | "Propeller Jitensha (プロペラ自転車)"                                  | 1:42                                                                   |
| 13.                                                                    | "Tobenai! (とべない!)"                                                 | 0:46                                                                   |
| 14.                                                                    | "Shoushin no Kiki (傷心のキキ)"                                        | 1:11                                                                   |
| 15.                                                                    | "Urusura no Koya he (ウルスラの小屋へ)"                                | 2:05                                                                   |
| 16.                                                                    | "Shimpi naru E (神秘なる絵)"                                           | 2:20                                                                   |
| 17.                                                                    | "Bou-Hikou no Jiyuu no Bouken Gou (暴飛行の自由の冒険号)"              | 1:06                                                                   |
| 18.                                                                    | "Ojii-san no Dekki Burasshu (おじいさんのデッキブラシ)"                | 1:59                                                                   |
| 19.                                                                    | "Deck Brush de Rendezvous (デッキブラシでランデブー)"                  | 1:02                                                                   |
| 20.                                                                    | "Ryuuju no Dengon (ルージュの伝言)"                                    | 1:45                                                                   |
| 21.                                                                    | "Yasashisa ni Tsutsumareta nara (やさしさに包まれたなら)"              | 3:09                                                                   |
| Tổng thời lượng:                                                       | Tổng thời lượng:                                                       | 41:45                                                                  |

| Majo no Takkyuubin Vocal Album (魔女の宅急便 ヴォーカルアルバム) | Majo no Takkyuubin Vocal Album (魔女の宅急便 ヴォーカルアルバム) | Majo no Takkyuubin Vocal Album (魔女の宅急便 ヴォーカルアルバム) |
| STT                                                              | Nhan đề                                                          | Thời lượng                                                       |
| ---------------------------------------------------------------- | ---------------------------------------------------------------- | ---------------------------------------------------------------- |
| 1.                                                               | "Meguru Kisetu (めぐる季節)"                                     | 3:25                                                             |
| 2.                                                               | "Nanika wo Sagashite (何かをさがして)"                           | 4:42                                                             |
| 3.                                                               | "Omoide ga Kakenukete Yuku (想い出がかけぬけてゆく)"             | 4:42                                                             |
| 4.                                                               | "Watashi no Kokoro (わたしのこころ)"                             | 3:05                                                             |
| 5.                                                               | "Tasogare no Maigotachi (黄昏の迷い子たち)"                      | 4:07                                                             |
| 6.                                                               | "Tori ni Natta Watashi (鳥になった私)"                           | 4:58                                                             |
| 7.                                                               | "Suki nanoni! (好きなのに！)"                                    | 3:26                                                             |
| 8.                                                               | "Akogare no Machi (あこがれのまち)"                              | 3:42                                                             |
| 9.                                                               | "Mahou no Nukumori (魔法のぬくもり)"                             | 4:32                                                             |
| Tổng thời lượng:                                                 | Tổng thời lượng:                                                 | 36:25                                                            |

| Majo no Takkyuubin Hi-tech Series (魔女の宅急便 ハイテックシリーズ) | Majo no Takkyuubin Hi-tech Series (魔女の宅急便 ハイテックシリーズ) | Majo no Takkyuubin Hi-tech Series (魔女の宅急便 ハイテックシリーズ) |
| STT                                                                 | Nhan đề                                                             | Thời lượng                                                          |
| ------------------------------------------------------------------- | ------------------------------------------------------------------- | ------------------------------------------------------------------- |
| 1.                                                                  | "Kaasan no Houki (かあさんのホウキ)"                                | 5:11                                                                |
| 2.                                                                  | "Nagisa no Deito (渚のデイト)"                                      | 4:15                                                                |
| 3.                                                                  | "Pan'ya-san no Mado (パン屋さんの窓)"                               | 6:19                                                                |
| 4.                                                                  | "Lilly to Jiji (リリーとジジ)"                                      | 3:49                                                                |
| 5.                                                                  | "Machi no Yoru (町の夜)"                                            | 4:25                                                                |
| 6.                                                                  | "Kaze no Oka (風の丘)"                                              | 5:00                                                                |
| 7.                                                                  | "Nanpa Doori (ナンパ通り)"                                          | 4:56                                                                |
| 8.                                                                  | "Genki ni Naresou (元気になれそう)"                                 | 4:05                                                                |
| 9.                                                                  | "Sekai-tte Hiroi ha (世界って広いわ)"                               | 5:15                                                                |
| Tổng thời lượng:                                                    | Tổng thời lượng:                                                    | 43:43                                                               |

| Majo no Takkyuubin Vocal Hen Karaoke (魔女の宅急便 ヴォーカル編 カラオケ) | Majo no Takkyuubin Vocal Hen Karaoke (魔女の宅急便 ヴォーカル編 カラオケ) | Majo no Takkyuubin Vocal Hen Karaoke (魔女の宅急便 ヴォーカル編 カラオケ) |
| STT                                                                       | Nhan đề                                                                   | Thời lượng                                                                |
| ------------------------------------------------------------------------- | ------------------------------------------------------------------------- | ------------------------------------------------------------------------- |
| 1.                                                                        | "Rouge no Dengon (ルージュの伝言)"                                        | 3:11                                                                      |
| 2.                                                                        | "Meguru Kisetu (めぐる季節)"                                              | 3:27                                                                      |
| 3.                                                                        | "Nanika wo Sagashite (何かをさがして)"                                    | 4:03                                                                      |
| 4.                                                                        | "Omoide ga Kakenukete Yuku (想い出がかけぬけてゆく)"                      | 4:54                                                                      |
| 5.                                                                        | "Watashi no Kokoro (わたしのこころ)"                                      | 3:07                                                                      |
| 6.                                                                        | "Tasogare no Maigotachi (黄昏の迷い子たち)"                               | 4:09                                                                      |
| 7.                                                                        | "Tori ni Natta Watash (鳥になった私)"                                     | 4:48                                                                      |
| 8.                                                                        | "Suki nanoni! (好きなのに!)"                                              | 3:29                                                                      |
| 9.                                                                        | "Akogare no Machi (あこがれのまち)"                                       | 3:44                                                                      |
| 10.                                                                       | "Mahou no Nukumori (魔法のぬくもり)"                                      | 4:34                                                                      |
| 11.                                                                       | "Yasashisa ni Tsutsumareta nara (やさしさに包まれたなら)"                 | 3:08                                                                      |
| Tổng thời lượng:                                                          | Tổng thời lượng:                                                          | 42:25                                                                     |

| Meguru Kisetsu / Mahou no Nukumori (めぐる季節/魔法のぬくもり) | Meguru Kisetsu / Mahou no Nukumori (めぐる季節/魔法のぬくもり) | Meguru Kisetsu / Mahou no Nukumori (めぐる季節/魔法のぬくもり) |
| STT                                                            | Nhan đề                                                        | Thời lượng                                                     |
| -------------------------------------------------------------- | -------------------------------------------------------------- | -------------------------------------------------------------- |
| 1.                                                             | "Meguru Kisetsu (めぐる季節)"                                  | 3:28                                                           |
| 2.                                                             | "Meguru Kisetsu (Karaoke) (めぐる季節 (カラオケ))"             | 3:27                                                           |
| 3.                                                             | "Mahou no Nukumori (魔法のぬくもり)"                           | 4:34                                                           |
| 4.                                                             | "Mahou no Nukumori (Karaoke) (魔法のぬくもり (カラオケ))"      | 4:32                                                           |
| Tổng thời lượng:                                               | Tổng thời lượng:                                               | 16:01                                                          |

## Phát hành
Bản lồng tiếng Anh chính thức của Dịch vụ giao hàng của phù thủy Kiki do Carl Macek của Streamline Pictures chịu trách nhiệm sản xuất, theo đề nghị của Tokuma Shoten dành cho các chuyến bay quốc tế của hãng Japan Airlines. Người lồng tiếng Kiki là nữ diễn viên Lisa Michelson, cô cũng từng đảm nhận màn hóa thân giọng của Satsuki trong bản lồng tiếng Hàng xóm của tôi là Totoro của Streamline. Bản lồng tiếng được bày bán độc quyền trên hộp đĩa la-de của Ghibli.
Nữ diễn viên Kirsten Dunst là người lồng tiếng Kiki trong bản phim lồng tiếng năm 1997 của Disney. Phiên bản này cũng đánh dấu lần hóa thân lồng tiếng cuối cùng của nam diễn viên kiêm danh hài Phil Hartman trước khi ông qua đời vào vào năm 1998, do đó nó cũng được dùng để tưởng nhớ ông. Bản lồng tiếng Anh của Dịch vụ giao hàng của phù thủy Kiki ra mắt tại Liên hoan phim quốc tế Seattle vào ngày 23 tháng 5 năm 1998, rồi được phát hành trên VHS vào ngày 1 tháng 9 năm 1998. Một vài tuần sau, Disney cho phát hành một đĩa phim VHS khác, lần này có đính kèm nhạc phim gốc bằng tiếng Nhật cũng như phụ đề cả Nhật ngữ vầ Anh ngữ. Một bản đĩa la-de bằng tiếng Anh của tác phẩm cũng được bày bán trong thời gian này. Bản DVD Vùng 1 ra mắt vào ngày 15 tháng 4 năm 2013 cùng lúc với các sản phẩm băng đĩa của Sen và Chihiro ở thế giới thần bí và Laputa: Lâu đài trên không. Phim được tán bản đĩa DVD vùng 1 vào tháng 3 năm 2010 cùng với Hàng xóm của tôi là Totoro và Laputa: Lâu đài trên không, nhằm tôn vinh việc phát hành băng đĩa của Ponyo. 2 năm sau, cụ thể là ngày 1 tháng 7 năm 2013, StudioCanal đã cho lên kệ một đĩa Blu-ray, rồi kế đến là băng đĩa của Mộ đom đóm ở cùng định dạng tại riêng Anh Quốc. Walt Disney Studios Home Entertainment còn cho ra mắt Dịch vụ giao hàng của phù thủy Kiki trên đĩa Blu-ray vào ngày 18 tháng 11 năm 2014. GKIDS đã cho tái bản phim ở các định dạng Blu-ray và DVD vào ngày 17 tháng 10 năm 2017.

### Khác biệt giữa các phiên bản
Bản lồng tiếng Anh Dịch vụ giao hàng của phù thủy Kiki của Disney mang nhiều nét thay đổi được mô tả là "thực tế" hơn. Những thay đổi này đều nhận được sự đồng thuận từ Miyazaki và Studio Ghibli. Ngoài ra còn có các bản nhạc được thêm thắt làm tô điểm cho nhạc nền phim, và một số hiệu ứng âm thanh được dùng quá mức ở những khoảng lặng trong phần nhạc nền gốc của Nhật. Bản nhạc bổ sung vào phim do nhạc sĩ Paul Chihara sáng tác bắt đầu từ phần nhạc đệm piano nhẹ nhàng cho đến màn biểu diễn bằng nhạc cụ dây bài "In the Hall of the Mountain King" của Edvard Grieg.
Tạo hình chú mèo Jiji trong bản Disney bị thay đổi đáng kể so với bản tiếng Nhật. Người lồng tiếng Jiji bản Nhật là nữ diễn viên Sakuma Rei, còn người lồng tiếng Jiji bản tiếng Anh là nam danh hài Phil Hartman. Trong văn hóa Nhật Bản, tiếng mèo thường được dùng để mô tả bằng giọng của nữ, trong khi văn hóa Mỹ lại dùng giọng theo giới tính mèo để miêu tả tiếng của nó. Hartman cũng nói một số câu thoại ở những chỗ mà Jiji chỉ đơn giản là im lặng trong bản gốc. Cá tính của hai phiên bản JIji cũng khác biệt đáng kể, trong khi bản tiếng Anh của Disney thể hiện thái độ giễu cợt và chế nhạo hơn, thì bản tiếng Nhật lại trái ngược với nét tính cách cẩn thận và chu đáo hơn. Trong kịch bản phim nguyên tác tiếng Nhật, Kiki bị mất khả năng giao tiếp với Jiji vĩnh viễn, còn bản Mỹ lại thêm một câu đại ý rằng Kiki có thể hiểu được ý của Jiji ở cuối phim. Miyazaki cho biết Jiji chính là "mặt trẻ con" của Kiki, và chi tiết ở phần kết bản gốc của Nhật cho thấy rằng cô bé đã trưởng thành mà không cần nói chuyện với mèo nữa. Phim bản Mỹ cũng chứa những chi tiết nhỏ nhặt hơn nhằm thu hút thị hiếu của nhiều lứa tuổi thiếu niên khác nhau, như Kiki uống sô-cô-la nóng thay cho cà phê và các nhân vật nói "cute boys" (những cậu nhóc dễ thương) thay cho "disco" (chỗ nhảy).
Tuy nhiên khi Disney tái phát hành bộ phim trên DVD vào năm 2010, một số chi tiết trong bản tiếng Anh cũ đã bị thay đổi với xu hướng quay về với bản gốc của Nhật. Một số câu thoại ứng biến của Hartman trong vai Jiji bị lược bỏ, còn các ca khúc mở và kết của Sydney Forest bị thay thế bằng các bài hát mở và kết bằng tiếng Nhật trong bản gốc. Bên cạnh đó, Jiji không nói chuyện ở cuối phim, nhằm ngụ ý rằng Kiki không bao giờ có thể trò chuyện với chú mèo nữa, đồng thời nhiều hiệu ứng âm thanh được thêm thắt ở bản tiếng Anh cũ cũng bị lược bỏ. Kịch bản phụ đề tiếng Anh dùng cho bản đĩa VHS lồng tiếng gốc và cả bản DVD sau này đều có thiên hướng trung thành chặt chẽ với kịch bản tiếng Nhật, dù cho cũng có một vài ngoại lệ. Tokuma đã lầm tưởng rằng bản lồng tiếng của Streamline là bản dịch phim chính xác và đề nghị Disney dùng nó để làm phụ đề. Do đó, bản phụ đề của phim có chứa những chi tiết bổ sung so với bản lồng tiếng, bất chấp chúng có xuất hiện trong phim hay không. Tại Tây Ban Nha, Kiki bị đổi tên thành "Nicky" vì trong tiếng Tây Ban Nha Castilla, từ đồng âm "quiqui" nằm trong cụm từ lóng "echar un quiqui", có nghĩa là giao hợp. Vì thế tựa phim cũng bị đổi thành Nicky la aprendiz de bruja (Cô phù thủy tập sự Nicky).

### Manga
Một loạt sách manga sử dụng những tấm hình chụp từ bộ phim đã được Tokuma Shoten xuất bản tại Nhật Bản. Bản dịch sang tiếng Anh được VIZ Media xuất bản vào năm 2006, chia làm 4 tập.

### Nhạc kịch
Năm 1993, một phiên bản nhạc kịch của bộ phim được sản xuất. Ninagawa Yukio là người chắp bút kịch bản còn Yokouchi Kensuke giữ vai trò chỉ đạo chương trình. Vai Kiki được giao cho Kudoh Youki còn vai Tombo do Akasaka Akira thủ vai. Sau đó Akasaka bị thay thế bằng Mori Katsuyuki trong cùng năm đó. Dàn diễn viên của bản điện ảnh nguyên tác còn cho sản xuất một loạt các bản ghi nhạc, kế đó chương trình được tái diễn vào các năm 1995 và 1996.

## Đón nhận

### Đánh giá chuyên môn
Dịch vụ giao hàng của phù thủy Kiki công chiếu tại các rạp của Nhật Bản vào ngày 29 tháng 7 năm 1989. Phí phân phối của phim là 2,17 tỷ yên, còn tổng doanh thu phòng vé là 4,3 tỷ yên. Tác phẩm gặt hái thành công về mặt thương mại và trở thành phim điện ảnh ăn khách nhất của năm 1989. Bản phát hành DVD tiếng Nhật của phim là đĩa DVD anime bán chạy nhất tính đến ngày 7 tháng 2 năm 2001. Bản phát hành phim trên VHS của Buena Vista Home Video trở thành tựa đĩa được thuê nhiều thứ 8 trong các chuỗi cửa hàng Blockbuster trong tuần đầu tiên bày bán. Đĩa VHS này cũng tiêu thụ tới hơn 1 triệu bản.
Trên hệ thống tổng hợp kết quả đánh giá Rotten Tomatoes, Dịch vụ giao hàng của phù thủy Kiki nhận được 98% lượng đồng thuận dựa theo 41 bài đánh giá, qua đó đạt điểm trung bình là 8,1/10. Các chuyên gia của trang web nhất trí rằng: "Dịch vụ giao hàng của phù thủy Kiki là một câu chuyện ấm áp và có lối diễn tả tuyệt vời về một phù thủy nhỏ đi khám phá nơi chốn của mình trong thế giới." Trên một chuyên trang phê bình điện ảnh khác là Metacritic, phim nhận được số điểm 83/100 dựa theo 15 bài nhận xét, trong đó "đa số là những lời khen ngợi". Ngày 4 tháng 9 năm 1998, Entertainment Weekly liệt tác phẩm là Video của năm. Ngày 12 tháng 9 năm 1998, tác phẩm trở thành phim phát hành qua băng đĩa đầu tiên được đánh giá trong chuyên mục "bộ phim thông thường" (normal film) trên chương trình Siskel and Ebert thay cho chuyên mục "video của tuần" (Video Pick of the Week). Gene Siskel của tờ Chicago Tribune và Roger Ebert của Chicago Sun-Times đều ra dấu "chĩa hai ngón tay lên", tức thể hiện sự tán dương bộ phim, riêng Ebert còn liệt tác phẩm là một trong những phim hoạt hình hay nhất của năm 1989. Dịch vụ giao hàng của phù thủy Kiki xếp thứ 12 trong danh sách "Top 50 anime phát hành tại Bắc Mỹ" của tạp chí Wizard's Anime. Những đánh giá khác cũng vô cùng tích cực. Cây bút Andrew Johnston của tờ Time Out ấn bản New York viết: "Mặc dù cốt truyện [của phim] thể hiện [thông điệp] đạo đức rõ ràng về việc phát triển sự tự tin, Kiki lại chưa bao giờ ra giảng về đạo lý. Cốt truyện được phát triển với nhịp độ tự nhiên..., góp phần rất lớn vào chiều sâu ý nghĩa mà phim truyền tải."
Một tổ chức Cơ đốc giáo bảo thủ mang tên Concerned Women for America (CWA) đã tẩy chay những buổi chiếu Dịch vụ giao hàng của phù thủy Kiki và cho xuất bản một số báo có nhan đề "Disney Reverts to Witchcraft in Japanese Animation". Nhằm kêu gọi mọi người tẩy chay hãng Walt Disney, tổ chức này cho biết hãng phim "không hề thân thiện với gia đình, mà còn cho ra một kế hoạch tăm tối hơn".

### Giải thưởng
| Giải thưởng                                   | Hạng mục                           | Kết quả   | Tác phẩm/người đề cử                |
| --------------------------------------------- | ---------------------------------- | --------- | ----------------------------------- |
| Anime Grand Prix lần thứ 12                   | Anime hay nhất                     | Đoạt giải | Dịch vụ giao hàng của phù thủy Kiki |
| Anime Grand Prix lần thứ 12                   | Nhân vật nữ xuất sắc nhất          | Đoạt giải | Kiki                                |
| Anime Grand Prix lần thứ 12                   | Ca khúc nhạc chủ đề anime hay nhất | Đoạt giải | Yasashisa ni Tsutsumaretanara       |
| Giải điện ảnh Mainichi lần thứ 44             | Phim hoạt hình hay nhất            | Đoạt giải | Dịch vụ giao hàng của phù thủy Kiki |
| Kinema Junpo Awards                           | Giải Lựa chọn của độc giả          | Đoạt giải | Dịch vụ giao hàng của phù thủy Kiki |
| Giải Viện Hàn lâm Nhật Bản lần thứ 13         | Giải đặc biệt                      | Đoạt giải | Dịch vụ giao hàng của phù thủy Kiki |
| Giải Viện Hàn lâm Nhật Bản lần thứ 13         | Giải Đại chúng                     | Đoạt giải | Dịch vụ giao hàng của phù thủy Kiki |
| Giải Golden Gross Award thường niên lần thứ 7 | Giải Vàng cho phim Nhật hay nhất   | Đoạt giải | Dịch vụ giao hàng của phù thủy Kiki |
| The Movie's Day                               | Giải Thành tích đặc biệt           | Đoạt giải | Dịch vụ giao hàng của phù thủy Kiki |
| Giải Erandole                                 | Giải đặc biệt                      | Đoạt giải | Dịch vụ giao hàng của phù thủy Kiki |
| Giải Hiệp hội điện ảnh Nhật Bản               | Phim hay nhất                      | Đoạt giải | Dịch vụ giao hàng của phù thủy Kiki |
| Giải Hiệp hội điện ảnh Nhật Bản               | Đạo diễn xuất sắc nhất             | Đoạt giải | Miyazaki Hayao                      |
| Agency of Cultural Affairs                    | Phim hay nhất                      | Đoạt giải | Dịch vụ giao hàng của phù thủy Kiki |
| Danh hiệu văn hóa thủ đô Tokyo                | Phim hay nhất                      | Đoạt giải | Dịch vụ giao hàng của phù thủy Kiki |
| Giải đạo diễn ăn khách thường niên lần thứ 7  | Đạo diễn xuất sắc nhất             | Đoạt giải | Miyazaki Hayao                      |